# Гел Сърбинов
Гел Сърбинов (на английски: Gill Sarbinoff) е български общественик и емигрантски деец, член на Македонската патриотична организация.

## Биография
Гел Сърбинов е роден през 1889 година в кайлярското село Палеор, тогава в Османската империя, днес в Гърция. Емигрира в САЩ и заедно с брат си Йосиф Сърбинов е активен член на македоно-българската църковна община „Свети Стефан“ в Индианаполис и на МПО „Даме Груев“. През 1924 година е избран за подпредседател на ЦК на Македонската патриотична организация, за председател е избран Пандил Шанев, за секретар - Йордан Чкатров, касиер е Таше Попчев и съветник Ламбо Киселинчев. Гел Сърбинов умира на 3 август 1933 година.